# Сульфит никеля(II)
Сульфит никеля(II) — неорганическое соединение,
соль никеля и сернистой кислоты с формулой NiSO3,
не растворяется в воде,
образует кристаллогидраты — зелёные кристаллы.

## Получение
- Пропускание диоксида серы через суспензию гидроксида никеля(II):

{\displaystyle {\mathsf {Ni(OH)_{2}+SO_{2}+5H_{2}O\ {\xrightarrow {}}\ NiSO_{3}\cdot 6H_{2}O\downarrow }}}

## Физические свойства
Сульфит никеля(II) образует кристаллы.
Не растворяется в воде, растворяется в водных растворах диоксида серы SO2, растворы на воздухе быстро окисляются
.
Образует кристаллогидраты состава NiSO3•n H2O, где n = 4 и 6.
Кристаллогидрат состава NiSO3•6H2O — зелёные кристаллы
тригональной сингонии,
пространственная группа R 3,
параметры ячейки a = 0,8794 нм, c = 0,9002 нм, Z = 3
.
С аммиаком образует аддукты вида NiSO3•3H2O•3NH3
. 
С сульфитом аммония образует двойную соль
(NH4)2SO3•NiSO3•18H2O.